# Municipio de Jackson (condado de Harrison, Indiana)
El municipio de Jackson (en inglés: Jackson Township) es un municipio ubicado en el condado de Harrison en el estado estadounidense de Indiana. En el año 2010 tenía una población de 6042 habitantes y una densidad poblacional de 64,51 personas por km².

## Geografía
El municipio de Jackson se encuentra ubicado en las coordenadas 38°17′40″N 86°5′35″O / 38.29444, -86.09306. Según la Oficina del Censo de los Estados Unidos, el municipio tiene una superficie total de 93.66 km², de la cual 93.66 km² corresponden a tierra firme y (0%) 0 km² es agua.

## Demografía
Según el censo de 2010, había 6042 personas residiendo en el municipio de Jackson. La densidad de población era de 64,51 hab./km². De los 6042 habitantes, el municipio de Jackson estaba compuesto por el 97.53% blancos, el 0.63% eran afroamericanos, el 0.26% eran amerindios, el 0.22% eran asiáticos, el 0.05% eran isleños del Pacífico, el 0.41% eran de otras razas y el 0.89% pertenecían a dos o más razas. Del total de la población el 1.29% eran hispanos o latinos de cualquier raza.